# Playing God (Star Trek: Deep Space Nine)
"Playing God" és el dissetè episodi de la segona temporada de la sèrie de televisió de ciència-ficció estatunidenca Star Trek: Deep Space Nine, el 37è de tota la sèrie. Originalment es va emetre en redifusió a partir del 26 de febrer de 1994. L'episodi va ser dirigit per David Livingston amb un guió de Jim Trombetta i Michael Piller.
Ambientada al segle XXIV, la sèrie segueix les aventures a Espai Profund 9, una estació espacial situada prop d'un forat de cuc estable entre els Quadrants Alfa i Gamma de la Via Làctia, prop del planeta Bajor, mentre els bajorans es recuperen d'una brutal ocupació de dècades pels imperialistes cardassians. En aquest episodi, mentre l'oficial trill Jadzia Dax fa de mentor d'un candidat per unir-s'hi, un protounivers amenaça de destruir l'estació i Bajor. Aquest episodi explora l'espècie coneguda com els trill, alguns dels quals estan units simbiòticament a criatures longeves conegudes com a "simbionts".

## Argument
L'Arjin, un jove yrill, arriba a "Espai Profund 9". La Jadzia Dax ha d'avaluar la seva idoneïtat per unir-se a un simbiont; la perspectiva el fa sentir incòmode i a la defensiva, ja que els amfitrions del simbiont Dax tenen la reputació de ser mentors molt durs, especialment el predecessor de la Jadzia, Curzon. Quan l'Arjin coneix la Jadzia, se sorprèn de trobar-la tranquil·la i d'esperit lliure.
La primera feina de l'Arjin és acompanyar en Dax a través del Forat de Cuc en una nau espacial classe Danube. Es produeix un accident i els dos trills porten la nau de tornada a l'estació malmesa, amb una estranya massa enganxada. El cap O'Brien retira la massa i la conté de forma segura per a un estudi posterior.
Mentrestant, en Dax ha estat coneixent l'Arjin. Sembla distant però preocupat pel que els altres pensen d'ell, i sol·licita un simbiont principalment per complaure el seu pare. Sembla tenir pocs interessos o objectius. Dax està nerviós per confrontar l'Arjin sobre les seves motivacions. El seu amic Benjamin Sisko li recorda que durant el seu propi entrenament amb el famós Curzon, ell va ser molt dur amb ella i va desafiar la seva confiança en si mateixa.
Una infestació de ratolins cardassians provoca un curtcircuit en diversos equips, inclòs el camp de contenció per a la massa no identificada al laboratori. L'Arjin i en Dax s'adonen que la matèria pot ser en realitat un univers petit. S'està expandint ràpidament i aviat representarà un perill per a l'estació. La tripulació es prepara per destruir l'univers, però s'aturen quan en Dax descobreix que conté signes de vida.
Mentre la Sisko reflexiona sobre l'assumpte, en Dax parla amb l'Arjin sobre la seva actuació. Ella revela que les altes expectatives de Curzon per a ella en realitat l'han ajudat a ser més forta i més preparada per convertir-se en una amfitriona. Abans d'unir-se a Dax, Jadzia era tímida i sensible, i Curzon sovint la feia plorar. No obstant això, al final, va aconseguir el seu simbiont i anima Arjin a lluitar per més.
Sisko decideix que el protounivers s'ha de treure de "Espai Profund 9". Dax i Arjin pugen a bord d'un runabout per transportar l'univers de tornada a través del forat de cuc. Ella permet que Arjin prengui el timó, un repte que ell accepta.
A mesura que corren pel forat de cuc, el protounivers en expansió es torna inestable, fent que el runabout sigui difícil de pilotar. La navegació acurada d'Arjin els treu del perill amb seguretat i allibera el petit univers a l'espai; així demostra el seu valor i es guanya la seva recomanació positiva de Jadzia Dax.

## Actors convidats
- Geoffrey Blake as Arjin
- Ron Taylor as Klingon Chef
- Richard Poe as Gul Evek
- Chris Nelson Norris as Trajok